# 4 Heures de Silverstone 2019 (ELMS)
Navigation
Édition précédente Édition suivante
Les 4 Heures de Silverstone 2019, disputées le 31 août 2018 sur le Circuit de Silverstone dans le cadre de la manche du Championnat du monde d'endurance FIA 2019-2020, les 4 Heures de Silverstone, a été la quatrième manche de l'European Le Mans Series 2019.

## Engagés

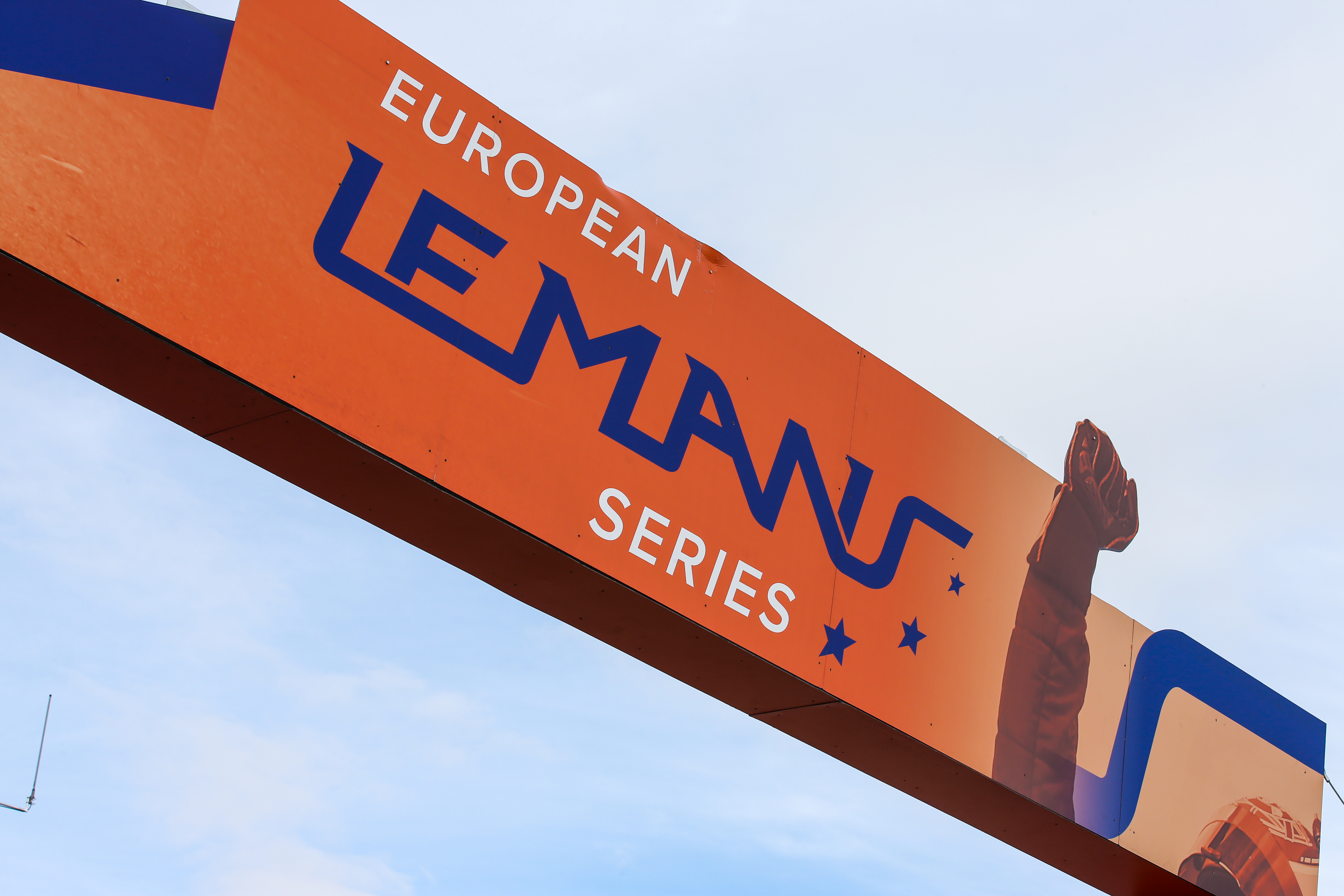
European Le Mans Series - 2019 4 Hours of Silverstone.

La liste officielle des engagés était composée de 39 voitures, dont 18 en LMP2, 14 en LMP3 et 7 en LM GTE.
Dans la catégorie LMP2, Bruno Senna étant retenu pour la première manche du Championnat du monde d'endurance FIA 2019-2020 chez Rebellion Racing, Matthieu Vaxiviere a rejoint l'écurie RLR Msport afin d'épauler Arjun Maini et John Farano dans le baquet de l'Oreca 07 n°43. Patrice Lafargue a également retrouvé le baquet de la Ligier JS P217 n°36 aux côtés de William Cavailhes et de Stéphane Adler. L'autrichien Lukas Dunner a rejoint l'équipage de la Ligier JS P217 n°34 de l'écurie Inter Europol Competition afin de remplacer Dani Clos. Il y a également du changement chez Panis-Barthez Compétition où Léonard Hoogenboom ne fait plus partie de la structure. Timothé Buret et Konstantin Tereshchenko se sont donc partagé à 2 le volant de la Ligier JS P217 n°24 lors de l'épreuve. À la suite de l'accident de Jack Manchester durant les essais libres, Harrison Newey l'a remplacé pour l'épreuve.
Dans la catégorie LMP3, Nobuya Yamanaka a également retrouvé le baquet de la Ligier JS P3 n°8 aux côtés de James Littlejohn. L'écurie ACE1 Villorba Corse n'a pas aligné sa Ligier JS P3.
Dans la catégorie GTE, la Porsche 911 RSR n°88 de l'écurie Proton Competition est de retour aux mains de Thomas Preining, Ricardo Sanchez et Gian Luca Giraudi après avoir manqué les 2 dernières manches. Giacomo Piccini a rejoint l'équipage de la Ferrari 488 GTE Evo n°60 de l'écurie Kessel Racing afin de remplacer Andrea Piccini. Du fait de l'engagement de l'écurie Team Project 1 en Championnat du monde d'endurance FIA 2019-2020, la Porsche 911 RSR n°56 n'a pas participé à l'épreuve. La Porsche 911 RSR n°88 de l'écurie Ebimotors n'a également pas participé à l'épreuve.

### Déroulement de l'épreuve

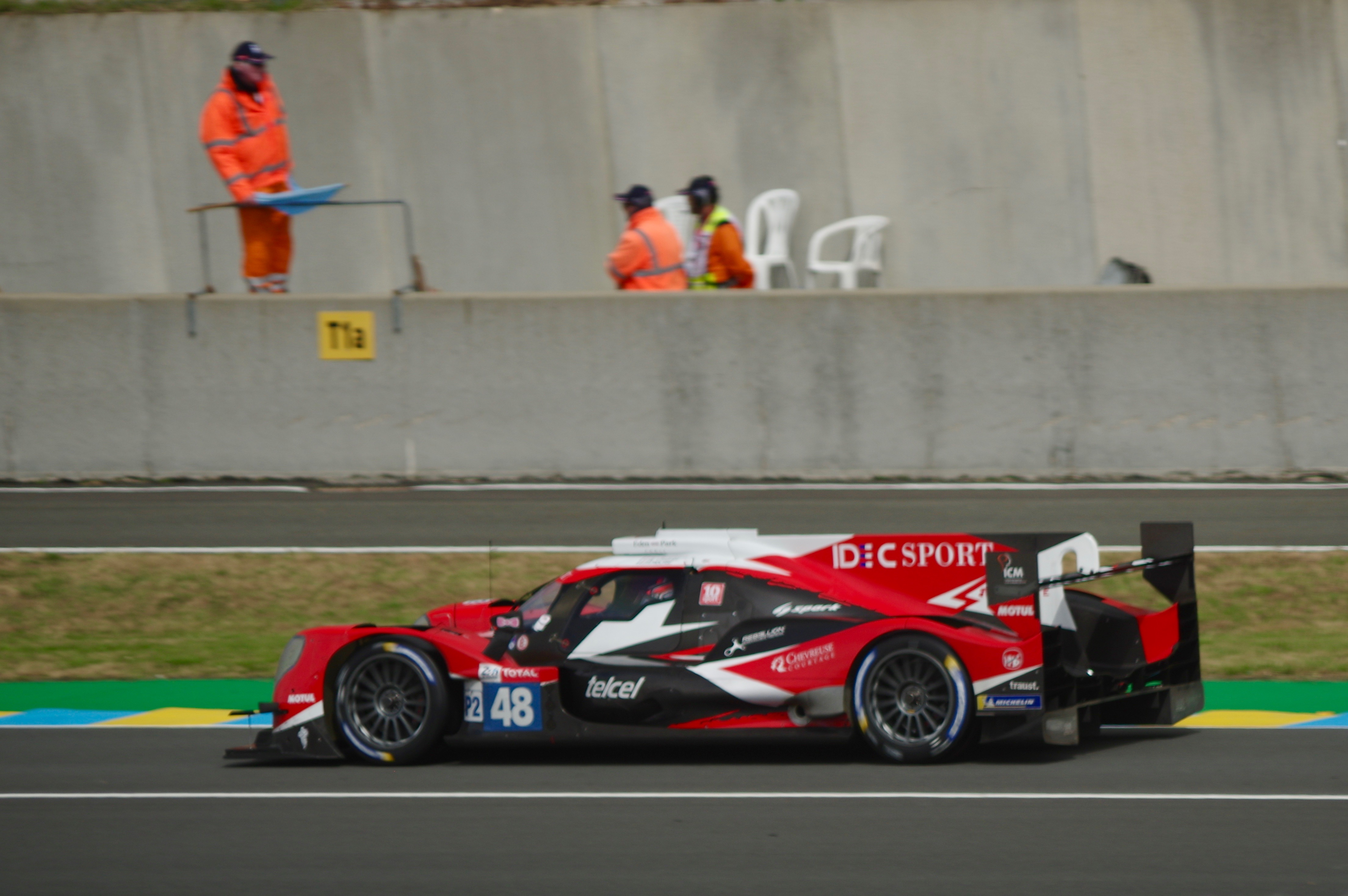
Oreca 07 - Gibson victorieuse de l'écurie IDEC Sport Racing

## Qualifications
| Pos. | Classe | N° | Écurie                       | Pilote                  | Temps        | Tours |
| ---- | ------ | -- | ---------------------------- | ----------------------- | ------------ | ----- |
| 1    | LMP2   | 21 | DragonSpeed                  | Ben Hanley              | 1 m 41 s 798 | 5     |
| 2    | LMP2   | 22 | United Autosports            | Filipe Albuquerque      | 1 m 42 s 127 | 2     |
| 3    | LMP2   | 28 | IDEC Sport Racing            | Paul-Loup Chatin        | 1 m 42 s 460 | 2     |
| 4    | LMP2   | 37 | Cool Racing                  | Nicolas Lapierre        | 1 m 42 s 557 | 3     |
| 5    | LMP2   | 23 | Panis-Barthez Compétition    | Will Stevens            | 1 m 42 s 716 | 5     |
| 6    | LMP2   | 26 | G-Drive Racing               | Jean-Éric Vergne        | 1 m 42 s 993 | 5     |
| 7    | LMP2   | 30 | Duqueine Engineering         | Nicolas Jamin           | 1 m 43 s 089 | 2     |
| 8    | LMP2   | 39 | Graff Racing                 | Tristan Gommendy        | 1 m 43 s 240 | 2     |
| 9    | LMP2   | 43 | RLR Msport                   | Arjun Maini             | 1 m 43 s 299 | 4     |
| 10   | LMP2   | 32 | United Autosports            | Alex Brundle            | 1 m 43 s 323 | 6     |
| 11   | LMP2   | 25 | Algarve Pro Racing           | Olivier Pla             | 1 m 43 s 549 | 3     |
| 12   | LMP2   | 20 | High Class Racing            | Anders Fjordbach        | 1 m 43 s 644 | 5     |
| 13   | LMP2   | 35 | BHK Motorsport               | Gary Findlay            | 1 m 44 s 360 | 2     |
| 14   | LMP2   | 34 | Inter Europol Competition    | Adrien Tambay           | 1 m 44 s 936 | 2     |
| 15   | LMP2   | 24 | Panis-Barthez Compétition    | Konstantin Tereshchenko | 1 m 45 s 207 | 6     |
| 16   | LMP2   | 31 | Algarve Pro Racing           | James French            | 1 m 45 s 570 | 3     |
| 17   | LMP2   | 45 | Carlin                       | Harrison Newey          | 1 m 46 s 245 | 5     |
| 18   | LMP2   | 27 | IDEC Sport Racing            | William Cavailhes       | 1 m 47 s 630 | 3     |
| 19   | LMP3   | 19 | M.Racing                     | Yann Ehrlacher          | 1 m 53 s 468 | 5     |
| 20   | LMP3   | 17 | Ultimate                     | Matthieu Lahaye         | 1 m 53 s 730 | 4     |
| 21   | LMP3   | 10 | Oregon Team                  | Damiano Fioravanti      | 1 m 53 s 744 | 3     |
| 22   | LMP3   | 11 | EuroInternational            | Mikkel Jensen           | 1 m 53 s 781 | 6     |
| 23   | LMP3   | 6  | 360 Racing                   | Ross Kaiser             | 1 m 53 s 847 | 5     |
| 24   | LMP3   | 4  | Nielsen Racing               | Colin Noble             | 1 m 54 s 103 | 5     |
| 25   | LMP3   | 9  | Realteam Racing              | David Droux             | 1 m 54 s 372 | 5     |
| 26   | LMP3   | 2  | United Autosports            | Wayne Boyd              | 1 m 54 s 605 | 5     |
| 27   | LMP3   | 3  | United Autosports            | Christian England       | 1 m 54 s 615 | 5     |
| 28   | LMP3   | 15 | RLR Msport                   | Christian Olsen         | 1 m 54 s 968 | 5     |
| 29   | LMP3   | 8  | Nielsen Racing               | James Littlejohn        | 1 m 55 s 062 | 4     |
| 30   | LMGTE  | 88 | Proton Competition           | Thomas Preining         | 1 m 55 s 322 | 5     |
| 31   | LMP3   | 14 | Inter Europol Competition    | Sam Dejonghe            | 1 m 55 s 483 | 5     |
| 32   | LMP3   | 5  | 360 Racing                   | Andreas Laskaratos      | 1 m 55 s 649 | 6     |
| 33   | LMP3   | 13 | Inter Europol Competition    | Nigel Moore             | 1 m 55 s 772 | 3     |
| 34   | LMGTE  | 60 | Kessel Racing                | Giacomo Piccini         | 1 m 56 s 178 | 4     |
| 35   | LMGTE  | 55 | Spirit of Race               | Matt Griffin            | 1 m 56 s 335 | 4     |
| 36   | LMGTE  | 77 | Dempsey - Proton Competition | Matteo Cairoli          | 1 m 56 s 619 | 4     |
| 37   | LMGTE  | 51 | Luzich Racing                | Nicklas Nielsen         | 1 m 56 s 783 | 4     |
| 38   | LMGTE  | 83 | Kessel Racing                | Rahel Frey              | 1 m 57 s 137 | 3     |
| 39   | LMGTE  | 66 | JMW Motorsport               | Matteo Cressoni         | 1 m 57 s 204 | 4     |

## Course

### Classement de la course
Voici le classement provisoire au terme de la course.
- Les vainqueurs de chaque catégorie sont signalés par un fond jauni.
- Pour la colonne Pneus, il faut passer le curseur au-dessus du modèle pour connaître le manufacturier de pneumatiques.

| Pos  | Classe | no | Écurie                       | Pilotes                                                  | Châssis                       | Pneus | Tours | Temps               |
| Pos  | Classe | no | Écurie                       | Pilotes                                                  | Moteur                        | Pneus | Tours | Temps               |
| ---- | ------ | -- | ---------------------------- | -------------------------------------------------------- | ----------------------------- | ----- | ----- | ------------------- |
| 1    | LMP2   | 28 | IDEC Sport Racing            | Paul Lafargue Paul-Loup Chatin Memo Rojas                | Oreca 07                      | M     | 118   | 4 h 00 min 27 s 086 |
| 1    | LMP2   | 28 | IDEC Sport Racing            | Paul Lafargue Paul-Loup Chatin Memo Rojas                | Gibson GK428 4,2 l V8 Atmo    | M     | 118   | 4 h 00 min 27 s 086 |
| 2    | LMP2   | 26 | G-Drive Racing               | Roman Rusinov Jean-Éric Vergne Job van Uitert            | Aurus 01                      | D     | 118   | + 9 s 955           |
| 2    | LMP2   | 26 | G-Drive Racing               | Roman Rusinov Jean-Éric Vergne Job van Uitert            | Gibson GK428 4,2 l V8 Atmo    | D     | 118   | + 9 s 955           |
| 3    | LMP2   | 39 | Graff Racing                 | Tristan Gommendy Alexandre Cougnaud Jonathan Hirschi     | Oreca 07                      | M     | 118   | + 17 s 963          |
| 3    | LMP2   | 39 | Graff Racing                 | Tristan Gommendy Alexandre Cougnaud Jonathan Hirschi     | Gibson GK428 4,2 l V8 Atmo    | M     | 118   | + 17 s 963          |
| 4    | LMP2   | 21 | DragonSpeed                  | Henrik Hedman Ben Hanley James Allen                     | Oreca 07                      | M     | 118   | + 19 s 371          |
| 4    | LMP2   | 21 | DragonSpeed                  | Henrik Hedman Ben Hanley James Allen                     | Gibson GK428 4,2 l V8 Atmo    | M     | 118   | + 19 s 371          |
| 5    | LMP2   | 24 | Panis-Barthez Compétition    | Timothé Buret Konstantin Tereshchenko                    | Ligier JS P217                | D     | 118   | + 40 s 003          |
| 5    | LMP2   | 24 | Panis-Barthez Compétition    | Timothé Buret Konstantin Tereshchenko                    | Gibson GK428 4,2 l V8 Atmo    | D     | 118   | + 40 s 003          |
| 6    | LMP2   | 25 | Algarve Pro Racing           | Olivier Pla John Falb Andrea Pizzitola                   | Oreca 07                      | D     | 118   | + 44 s 556          |
| 6    | LMP2   | 25 | Algarve Pro Racing           | Olivier Pla John Falb Andrea Pizzitola                   | Gibson GK428 4,2 l V8 Atmo    | D     | 118   | + 44 s 556          |
| 7    | LMP2   | 23 | Panis-Barthez Compétition    | René Binder Will Stevens Julien Canal                    | Oreca 07                      | D     | 118   | + 1 min 03 s 891    |
| 7    | LMP2   | 23 | Panis-Barthez Compétition    | René Binder Will Stevens Julien Canal                    | Gibson GK428 4,2 l V8 Atmo    | D     | 118   | + 1 min 03 s 891    |
| 8    | LMP2   | 32 | United Autosports            | Ryan Cullen Alex Brundle William Owen                    | Ligier JS P217                | M     | 117   | + 1 tour            |
| 8    | LMP2   | 32 | United Autosports            | Ryan Cullen Alex Brundle William Owen                    | Gibson GK428 4,2 l V8 Atmo    | M     | 117   | + 1 tour            |
| 9    | LMP2   | 31 | Algarve Pro Racing           | Tacksung Kim Henning Enqvist James French                | Oreca 07                      | D     | 117   | + 1 tour            |
| 9    | LMP2   | 31 | Algarve Pro Racing           | Tacksung Kim Henning Enqvist James French                | Gibson GK428 4,2 l V8 Atmo    | D     | 117   | + 1 tour            |
| 10   | LMP2   | 35 | BHK Motorsport               | Francesco Dracone Sergio Campana Gary Findlay            | Oreca 07                      | D     | 117   | + 1 tour            |
| 10   | LMP2   | 35 | BHK Motorsport               | Francesco Dracone Sergio Campana Gary Findlay            | Gibson GK428 4,2 l V8 Atmo    | D     | 117   | + 1 tour            |
| 11   | LMP2   | 20 | High Class Racing            | Anders Fjordbach Dennis Andersen                         | Oreca 07                      | D     | 116   | + 2 tours           |
| 11   | LMP2   | 20 | High Class Racing            | Anders Fjordbach Dennis Andersen                         | Gibson GK428 4,2 l V8 Atmo    | D     | 116   | + 2 tours           |
| 12   | LMP2   | 34 | Inter Europol Competition    | Jakub Śmiechowski Adrien Tambay Lukas Dunner             | Ligier JS P217                | M     | 116   | + 2 tours           |
| 12   | LMP2   | 34 | Inter Europol Competition    | Jakub Śmiechowski Adrien Tambay Lukas Dunner             | Gibson GK428 4,2 l V8 Atmo    | M     | 116   | + 2 tours           |
| 13   | LMP2   | 27 | IDEC Sport Racing            | William Cavailhes Stéphane Adler Patrice Lafargue        | Ligier JS P217                | M     | 114   | + 4 tours           |
| 13   | LMP2   | 27 | IDEC Sport Racing            | William Cavailhes Stéphane Adler Patrice Lafargue        | Gibson GK428 4,2 l V8 Atmo    | M     | 114   | + 4 tours           |
| 14   | LMP3   | 11 | EuroInternational            | Mikkel Jensen Jens Petersen                              | Ligier JS P3                  | M     | 111   | + 7 tours           |
| 14   | LMP3   | 11 | EuroInternational            | Mikkel Jensen Jens Petersen                              | Nissan VK50VE 5.0 L V8 Atmo   | M     | 111   | + 7 tours           |
| 15   | LMP3   | 13 | Inter Europol Competition    | Martin Hippe Nigel Moore                                 | Ligier JS P3                  | M     | 111   | + 7 tours           |
| 15   | LMP3   | 13 | Inter Europol Competition    | Martin Hippe Nigel Moore                                 | Nissan VK50VE 5.0 L V8 Atmo   | M     | 111   | + 7 tours           |
| 16   | LMP3   | 2  | United Autosports            | Wayne Boyd Garett Grist Thomas Erdos                     | Ligier JS P3                  | M     | 110   | + 8 tours           |
| 16   | LMP3   | 2  | United Autosports            | Wayne Boyd Garett Grist Thomas Erdos                     | Nissan VK50VE 5.0 L V8 Atmo   | M     | 110   | + 8 tours           |
| 17   | LMP3   | 6  | 360 Racing                   | Terrence Woodward James Dayson Ross Kaiser               | Ligier JS P3                  | M     | 110   | + 8 tours           |
| 17   | LMP3   | 6  | 360 Racing                   | Terrence Woodward James Dayson Ross Kaiser               | Nissan VK50VE 5.0 L V8 Atmo   | M     | 110   | + 8 tours           |
| 18   | LMP3   | 7  | Nielsen Racing               | Tony Wells Colin Noble                                   | Norma M30                     | M     | 110   | + 8 tours           |
| 18   | LMP3   | 7  | Nielsen Racing               | Tony Wells Colin Noble                                   | Nissan VK50VE 5.0 L V8 Atmo   | M     | 110   | + 8 tours           |
| 19   | LMP3   | 5  | 360 Racing                   | John Corbett Andreas Laskaratos James Winslow            | Ligier JS P3                  | M     | 109   | + 9 tours           |
| 19   | LMP3   | 5  | 360 Racing                   | John Corbett Andreas Laskaratos James Winslow            | Nissan VK50VE 5.0 L V8 Atmo   | M     | 109   | + 9 tours           |
| 20   | LMGTE  | 88 | Proton Competition           | Thomas Preining Gian Luca Giraudi Ricardo Sanchez        | Porsche 911 RSR               | D     | 109   | + 9 tours           |
| 20   | LMGTE  | 88 | Proton Competition           | Thomas Preining Gian Luca Giraudi Ricardo Sanchez        | Porsche 4.0 L Flat-6 Atmo     | D     | 109   | + 9 tours           |
| 21   | LMP3   | 17 | Ultimate                     | Jean-Baptiste Lahaye Matthieu Lahaye François Hériau     | Norma M30                     | M     | 109   | + 9 tours           |
| 21   | LMP3   | 17 | Ultimate                     | Jean-Baptiste Lahaye Matthieu Lahaye François Hériau     | Nissan VK50VE 5.0 L V8 Atmo   | M     | 109   | + 9 tours           |
| 22   | LMGTE  | 83 | Kessel Racing                | Manuela Gostner Rahel Frey Michelle Gatting              | Ferrari 488 GTE Evo           | D     | 109   | + 9 tours           |
| 22   | LMGTE  | 83 | Kessel Racing                | Manuela Gostner Rahel Frey Michelle Gatting              | Ferrari F154CB 3.9 L V8 Turbo | D     | 109   | + 9 tours           |
| 23   | LMP3   | 19 | M.Racing                     | Laurent Millara Lucas Légeret Yann Ehrlacher             | Norma M30                     | M     | 109   | + 9 tours           |
| 23   | LMP3   | 19 | M.Racing                     | Laurent Millara Lucas Légeret Yann Ehrlacher             | Nissan VK50VE 5.0 L V8 Atmo   | M     | 109   | + 9 tours           |
| 24   | LMP3   | 8  | Nielsen Racing               | James Littlejohn Nobuya Yamanaka                         | Ligier JS P3                  | M     | 109   | + 9 tours           |
| 24   | LMP3   | 8  | Nielsen Racing               | James Littlejohn Nobuya Yamanaka                         | Nissan VK50VE 5.0 L V8 Atmo   | M     | 109   | + 9 tours           |
| 25   | LMGTE  | 60 | Kessel Racing                | Nicola Cadei Sergio Pianezzola Giacomo Piccini           | Ferrari 488 GTE Evo           | D     | 109   | + 9 tours           |
| 25   | LMGTE  | 60 | Kessel Racing                | Nicola Cadei Sergio Pianezzola Giacomo Piccini           | Ferrari F154CB 3.9 L V8 Turbo | D     | 109   | + 9 tours           |
| 26   | LMP3   | 15 | RLR Msport                   | Martin Vedel Mortensen Christian Olsen Martin Rich       | Ligier JS P3                  | M     | 109   | + 9 tours           |
| 26   | LMP3   | 15 | RLR Msport                   | Martin Vedel Mortensen Christian Olsen Martin Rich       | Nissan VK50VE 5.0 L V8 Atmo   | M     | 109   | + 9 tours           |
| 27   | LMP3   | 9  | Realteam Racing              | Esteban Garcia David Droux                               | Norma M30                     | M     | 109   | + 9 tours           |
| 27   | LMP3   | 9  | Realteam Racing              | Esteban Garcia David Droux                               | Nissan VK50VE 5.0 L V8 Atmo   | M     | 109   | + 9 tours           |
| 28   | LMGTE  | 51 | Luzich Racing                | Alessandro Pier Guidi Nicklas Nielsen Fabien Lavergne    | Ferrari 488 GTE Evo           | D     | 109   | + 9 tours           |
| 28   | LMGTE  | 51 | Luzich Racing                | Alessandro Pier Guidi Nicklas Nielsen Fabien Lavergne    | Ferrari F154CB 3.9 L V8 Turbo | D     | 109   | + 9 tours           |
| 29   | LMGTE  | 55 | Spirit of Race               | Duncan Cameron Matt Griffin Aaron Scott                  | Ferrari 488 GTE Evo           | D     | 108   | + 10 tours          |
| 29   | LMGTE  | 55 | Spirit of Race               | Duncan Cameron Matt Griffin Aaron Scott                  | Ferrari F154CB 3.9 L V8 Turbo | D     | 108   | + 10 tours          |
| 30   | LMGTE  | 66 | JMW Motorsport               | Jeff Segal Matteo Cressoni Wei Lu                        | Ferrari 488 GTE Evo           | D     | 106   | + 12 tours          |
| 30   | LMGTE  | 66 | JMW Motorsport               | Jeff Segal Matteo Cressoni Wei Lu                        | Ferrari F154CB 3.9 L V8 Turbo | D     | 106   | + 12 tours          |
| 31   | LMGTE  | 77 | Dempsey - Proton Competition | Christian Ried Riccardo Pera Matteo Cairoli              | Porsche 911 RSR               | D     | 93    | + 25 tours          |
| 31   | LMGTE  | 77 | Dempsey - Proton Competition | Christian Ried Riccardo Pera Matteo Cairoli              | Porsche 4.0 L Flat-6 Atmo     | D     | 93    | + 25 tours          |
| Abd. | LMP2   | 45 | Carlin                       | Harry Tincknell Ben Barnicoat Harrison Newey             | Dallara P217                  | D     | 79    |                     |
| Abd. | LMP2   | 45 | Carlin                       | Harry Tincknell Ben Barnicoat Harrison Newey             | Gibson GK428 4,2 l V8 Atmo    | D     | 79    |                     |
| Abd. | LMP2   | 37 | Cool Racing                  | Nicolas Lapierre Antonin Borga Alexandre Coigny          | Oreca 07                      | M     | 77    |                     |
| Abd. | LMP2   | 37 | Cool Racing                  | Nicolas Lapierre Antonin Borga Alexandre Coigny          | Gibson GK428 4,2 l V8 Atmo    | M     | 77    |                     |
| Abd. | LMP2   | 30 | Duqueine Engineering         | Nicolas Jamin Pierre Ragues Richard Bradley              | Oreca 07                      | M     | 77    |                     |
| Abd. | LMP2   | 30 | Duqueine Engineering         | Nicolas Jamin Pierre Ragues Richard Bradley              | Gibson GK428 4,2 l V8 Atmo    | M     | 77    |                     |
| Abd. | LMP3   | 3  | United Autosports            | Mike Guasch Christian England                            | Ligier JS P3                  | M     | 63    |                     |
| Abd. | LMP3   | 3  | United Autosports            | Mike Guasch Christian England                            | Nissan VK50VE 5.0 L V8 Atmo   | M     | 63    |                     |
| Abd. | LMP2   | 43 | RLR Msport                   | John Farano Arjun Maini Matthieu Vaxiviere               | Oreca 07                      | D     | 56    |                     |
| Abd. | LMP2   | 43 | RLR Msport                   | John Farano Arjun Maini Matthieu Vaxiviere               | Gibson GK428 4,2 l V8 Atmo    | D     | 56    |                     |
| Abd. | LMP3   | 14 | Inter Europol Competition    | Paul Scheuschner Sam Dejonghe                            | Ligier JS P3                  | M     | 52    |                     |
| Abd. | LMP3   | 14 | Inter Europol Competition    | Paul Scheuschner Sam Dejonghe                            | Nissan VK50VE 5.0 L V8 Atmo   | M     | 52    |                     |
| Abd. | LMP3   | 10 | Oregon Team                  | Damiano Fioravanti Gustas Grinbergas Lorenzo Bontempelli | Norma M30                     | M     | 32    |                     |
| Abd. | LMP3   | 10 | Oregon Team                  | Damiano Fioravanti Gustas Grinbergas Lorenzo Bontempelli | Nissan VK50VE 5.0 L V8 Atmo   | M     | 32    |                     |
| Abd. | LMP2   | 22 | United Autosports            | Phil Hanson Filipe Albuquerque                           | Oreca 07                      | M     | 15    |                     |
| Abd. | LMP2   | 22 | United Autosports            | Phil Hanson Filipe Albuquerque                           | Gibson GK428 4,2 l V8 Atmo    | M     | 15    |                     |

Notesː
- Le drive-through de la Ligier JS P3 n°11 de l'écurie EuroInternational n'ayant pas été respecté, il a été converti par une pénalité de 30 secondes pour le pas avoir respecté un drapeau orange et noir[8].
- La Ligier JS P3 n°13 de l'écurie Inter Europol Competition a été pénalisé d'une minute et 43 secondes à la suite de la décision n°16 - non respect du temps de conduite du pilote bronze [9].
- La Norma M30 n°17 de l'écurie Ultimate a été pénalisé de 30 seconde à la suite de la décision n°17 - non respect du temps de conduite du pilote bronze[10].

## Pole position et record du tour
- Pole position :  Ben Hanley (#37 DragonSpeed) en 1 min 41 s 798
- Meilleur tour en course :  James Allen (#37 DragonSpeed) en 1 min 43 s 954

## Tours en tête
- no 21 Oreca 07 - DragonSpeed : 28 tours (1-6 / 48-55 / 65-69 / 79-81 / 102-107)[11]
- no 43 Oreca 07 - RLR Msport : 41 tours (7-47)
- no 28 Oreca 07 - IDEC Sport Racing : 8 tours (56-59 / 115-118)
- no 37 Oreca 07 - Cool Racing : 2 tours (61-62)
- no 26 Aurus 01 - G-Drive Racing : 15 tours (63-64 / 96-101 / 108-114)
- no 24 Ligier JS P217 - Panis-Barthez Compétition : 9 tours (70-78)
- no 39 Oreca 07 - Graff : 14 tours (82-95)

## À noter
- Longueur du circuit : 5,901 km
- Distance parcourue par les vainqueurs : 696,318 km